# Olympische Geschichte Dominicas
| Gelbes Symbol für Goldmedaillen mit stilisierten Olympischen Ringen | Graues Symbol für Silbermedaillen mit stilisierten Olympischen Ringen | Braundes Symbol für Bronzemedaillen mit stilisierten Olympischen Ringen |
| ------------------------------------------------------------------- | --------------------------------------------------------------------- | ----------------------------------------------------------------------- |
| 1                                                                   | —                                                                     | —                                                                       |

Das NOK Dominicas, das Dominica Olympic Committee, wurde 1987 gegründet, aber erst 1993 vom IOC anerkannt. Erst seit 1996 schickt der Karibikstaat Sportler zu Olympischen Sommerspielen. 2014 nahm Dominica an den Winterspielen teil. Auch an den Jugend-Sommerspielen nahm der Inselstaat teil.

## Allgemeine Übersicht

### Sommerspiele
Die erste Olympiamannschaft Dominicas bestand 1996 in Atlanta aus fünf Leichtathleten und einem Schwimmer. Der erste Olympionike des Inselstaates war der Schwimmer Woody Lawrence, der am 25. Juli 1996 über 50 Meter Freistil antrat. Die ersten Frauen Dominicas bei Olympischen Spielen waren einen Tag später die Leichtathletinnen Hermin Joseph und Dawn Williams.
Die erste dominicanische Medaille erzielte Thea LaFond, die 2024 in Paris Olympiasiegerin im Dreisprung wurde.

### Winterspiele
Dominica nahm mit einem Skilangläufer an den Spielen von Sotschi 2014 teil. Ursprünglich waren zwei Athleten nominiert. Die beiden Teilnehmer, das Ehepaar Gary und Angelica di Silvestri, gehörten mit 47 bzw. 48 Jahren zu den ältesten Teilnehmern in Sotschi. Beide waren US-amerikanische Staatsbürger. Angeblich wurde ihnen die dominicanische Staatsbürgerschaft wegen ihrer wohltätigen Arbeit auf dem Inselstaat angeboten. Daraufhin gründeten sie den nationalen Skiverband National Ski Association of Dominica. Spätere Nachforschungen ergaben, dass Gary di Silvestri über seine sportliche Vergangenheit als angeblicher Ringer und Ruderer Falschaussagen gemacht hatte. Angelica di Silvestri konnte an ihrem Wettbewerb auf Grund eines Trainingsunfalls nicht teilnehmen.

### Jugendspiele
Dominica nahm an den bislang zwei Austragungen von Jugend-Sommerspielen teil. 2010 traten drei Leichtathleten, ein Junge und zwei Mädchen, an, 2014 waren es zwei Leichtathleten, ein Junge und ein Mädchen. An Jugend-Winterspielen nahm Dominica nicht teil.

## Übersicht der Teilnahmen

### Sommerspiele
| Jahr      | Athleten           | Athleten           | Athleten           | Flaggenträger              | Sportarten         | Sportarten         | Medaillen          | Medaillen          | Medaillen          | Medaillen          | Medaillen          |                    |
| Jahr      | Gesamt             | m                  | w                  | Flaggenträger              | Leichtathletik     | Schwimmen          |                    |                    |                    | Gesamt             | Rang               |                    |
| --------- | ------------------ | ------------------ | ------------------ | -------------------------- | ------------------ | ------------------ | ------------------ | ------------------ | ------------------ | ------------------ | ------------------ | ------------------ |
| 1896–1992 | nicht teilgenommen | nicht teilgenommen | nicht teilgenommen | nicht teilgenommen         | nicht teilgenommen | nicht teilgenommen | nicht teilgenommen | nicht teilgenommen | nicht teilgenommen | nicht teilgenommen | nicht teilgenommen | nicht teilgenommen |
| 1996      | 6                  | 4                  | 2                  | Jérôme Romain              | 5                  | 1                  |                    |                    |                    |                    |                    |                    |
| 2000      | 4                  | 2                  | 2                  | Marcia Daniel              | 2                  | 2                  |                    |                    |                    |                    |                    |                    |
| 2004      | 2                  | 1                  | 1                  | Chris Lloyd                | 2                  |                    |                    |                    |                    |                    |                    |                    |
| 2008      | 2                  | 2                  | 0                  | Jérôme Romain              | 2                  |                    |                    |                    |                    |                    |                    |                    |
| 2012      | 2                  | 1                  | 1                  | Erison Hurtault            | 2                  |                    |                    |                    |                    |                    |                    |                    |
| 2016      | 2                  | 1                  | 1                  | Erison Hurtault            | 2                  |                    |                    |                    |                    |                    |                    |                    |
| 2020      | 2                  | 1                  | 1                  | Thea LaFond / Dennick Luke | 2                  |                    |                    |                    |                    |                    |                    |                    |
| 2024      | 4                  | 2                  | 2                  | Thea LaFond / Dennick Luke | 2                  | 2                  | 1                  |                    |                    |                    |                    |                    |
| Gesamt    | Gesamt             | Gesamt             | Gesamt             | Gesamt                     | Gesamt             | Gesamt             | 1                  | 0                  | 0                  | 1                  | -                  |                    |

### Winterspiele
| Jahr      | Athleten           | Athleten           | Athleten           | Flaggenträger      | Sportarten         | Medaillen          | Medaillen          | Medaillen          | Medaillen          | Medaillen          |
| Jahr      | Gesamt             | m                  | w                  | Flaggenträger      | Skilanglauf        |                    |                    |                    | Gesamt             | Rang               |
| --------- | ------------------ | ------------------ | ------------------ | ------------------ | ------------------ | ------------------ | ------------------ | ------------------ | ------------------ | ------------------ |
| 1924–2010 | nicht teilgenommen | nicht teilgenommen | nicht teilgenommen | nicht teilgenommen | nicht teilgenommen | nicht teilgenommen | nicht teilgenommen | nicht teilgenommen | nicht teilgenommen | nicht teilgenommen |
| 2014      | 1                  | 1                  | 0                  | Gary di Silvestri  | 1                  |                    |                    |                    |                    |                    |
| 2018–2022 | nicht teilgenommen | nicht teilgenommen | nicht teilgenommen | nicht teilgenommen | nicht teilgenommen | nicht teilgenommen | nicht teilgenommen | nicht teilgenommen | nicht teilgenommen | nicht teilgenommen |
| Gesamt    | Gesamt             | Gesamt             | Gesamt             | Gesamt             | Gesamt             | 0                  | 0                  | 0                  | 0                  | -                  |

### Jugend-Sommerspiele
| Jahr   | Athleten | Athleten | Athleten | Flaggenträger   | Sportarten      | Sportarten     | Medaillen | Medaillen | Medaillen | Medaillen | Medaillen |
| Jahr   | Gesamt   | m        | w        | Flaggenträger   | Beachvolleyball | Leichtathletik |           |           |           | Gesamt    | Rang      |
| ------ | -------- | -------- | -------- | --------------- | --------------- | -------------- | --------- | --------- | --------- | --------- | --------- |
| 2010   | 3        | 1        | 2        | Simone Lawrence |                 | 3              |           |           |           |           |           |
| 2014   | 2        | 1        | 1        |                 |                 | 2              |           |           |           |           |           |
| 2018   | 4        | 1        | 3        |                 | 2               | 2              |           |           |           |           |           |
| Gesamt | Gesamt   | Gesamt   | Gesamt   | Gesamt          | Gesamt          | 0              | 0         | 0         | 0         | -         |           |

### Jugend-Winterspiele
| Jahr      | Athleten           | Athleten           | Athleten           | Flaggenträger      | Sportarten         | Medaillen          | Medaillen          | Medaillen          | Medaillen          | Medaillen          |
| Jahr      | Gesamt             | m                  | w                  | Flaggenträger      | Sportarten         |                    |                    |                    | Gesamt             | Rang               |
| --------- | ------------------ | ------------------ | ------------------ | ------------------ | ------------------ | ------------------ | ------------------ | ------------------ | ------------------ | ------------------ |
| 2012–2024 | nicht teilgenommen | nicht teilgenommen | nicht teilgenommen | nicht teilgenommen | nicht teilgenommen | nicht teilgenommen | nicht teilgenommen | nicht teilgenommen | nicht teilgenommen | nicht teilgenommen |
| Gesamt    | Gesamt             | Gesamt             | Gesamt             | Gesamt             | Gesamt             | 0                  | 0                  | 0                  | 0                  | -                  |

## Medaillengewinner

### Goldmedaillen
| Name        | Spiele     | Sportart       | Disziplin  |
| ----------- | ---------- | -------------- | ---------- |
| Thea LaFond | 2024 Paris | Leichtathletik | Dreisprung |

### Silbermedaillen
Bislang (Stand 2024) keine Medaillengewinner

### Bronzemedaillen
Bislang (Stand 2024) keine Medaillengewinner